# Бегма, Павел Георгиевич
Павел Георгиевич Бегма (1902 — 1975) — начальник Особого отдела Брянского фронта, старший майор государственной безопасности (1941).

## Биография
Родился в украинской семье рабочего. Окончил народное училище в Кременчуге в 1911—1915. Молотобоец-кузнец каменоломного карьера в Кременчуге с июня 1916 до апреля 1917. Литейщик на чугунолитейном заводе «Андера» в Кременчуге с апреля 1917 до мая 1920. Служил в РККА с 1 мая 1920 до 1933 — красноармеец, писарь, командир кавалерийского взвода, начальник связи артиллерийского полка. Курсант Полтавской пехотной школы с октября 1924 до октября 1925. В соответствии с приказом РВС СССР по личному составу армии № 575 от 28/31 августа 1928 года краском П. Г. Бегма после окончания Киевской артиллерийской школы (октябрь 1925 — сентябрь 1928) получил назначение в 96-й артиллерийский полк Украинского военного округа. Член ВКП(б) с 1931 года.
В 1933—1939 слушатель Артиллерийской академии имени Ф. Э. Дзержинского. В органах НКВД с 4 февраля 1939 года. До октября 1939 — начальник Особого отдела ГУГБ НКВД по Белорусскому особому военному округу. С октября до ноября 1939 начальник ГУГБ НКВД Белорусского фронта. С ноября 1939 до февраля 1941 начальник Особого отдела ГУГБ по Западному особому военному округу. С февраля 1941 до 22 июня 1941 начальник 3-го отделения штаба Западного Особого военного округа. С 22 июня по июль 1941 начальник 3-го отдела штаба Западного фронта. С 4 сентября по 10 ноября 1941 начальник Особого отдела НКВД Брянского фронта. Затем в распоряжении НКВД СССР, откомандирован в распоряжение НКВД Узбекской ССР «для использования на руководящей работе» 28 февраля 1942.
18 ноября 1942 уволен из НКВД и откомандирован в распоряжение начальника артиллерии САВО. По другим данным, с началом войны он снят с занимаемой должности и назначен командиром артиллерийского полка 68-й горнострелковой дивизии 3акавказского фронта. До 1953 служил в Среднеазиатском и Закавказском военных округах. Начальник штаба 3-й артиллерийской бригады Среднеазиатского военного округа с ноября 1942 до июня 1943. Командир 139-го артиллерийского полка 68-й горнострелковой дивизии 4-й армии САВО на Закавказском фронте с июня 1943 до ноября 1944. Командующий артиллерией 68-й горнострелковой дивизии 4-й армии на этом фронте, затем в Бакинском военном округе с ноября 1944 до сентября 1946. Командир 184-го армейского истребительного противотанкового артиллерийского полка 4-й армии Закавказского военного округа с сентября 1946 до апреля 1950. Начальник цикла артиллерии, заместитель начальника курсов по артиллерии окружных объединённых курсов усовершенствования офицерского состава Закавказского военного округа с апреля 1950 до сентября 1953. Будучи офицером запаса являлся пенсионером, жил в Гори с сентября 1953 до августа 1954, после чего в Донецке.

### Звания
- старший лейтенант, 24.01.1936;
- капитан, 17.04.1938;
- майор, 28.03.1939;
- капитан государственной безопасности (?);
- майор государственной безопасности, 04.02.1939 (?);
- старший майор государственной безопасности, 19.07.1941;
- полковник.

### Награды
- орден Ленина, 1945;
- 3 ордена Красного Знамени, 26.04.1940, 1944, 1951;
- 6 медалей.